# Потоцький Болеслав Станіславович
Граф Болеслав Станіславович Потоцький (29 березня 1805, Тульчин — 22 листопада 1893, Санкт-Петербург) – обер-шенк, дійсний статський радник, суспільний діяч з роду Потоцьких. Займався благодійністю у галузі народної освіти.

## Біографія
Шістнадцята дитина в родині польського магната Станіслава Щенсного Потоцького (1753—1805). Народжений його удовою Софією Потоцькою (1760—1822) у Тульчинській резиденції через декілька місяців після смерті батька. Єдиноутробний брат графа Івана Вітта. Отримав домашню освіту під керівництвом матері.
До служби вступив у 1821 році порт-юнкером у 1-й Український уланський полк. У 1823 році — корнет. 14 березня 1824 року переведений до Кавалергардського полку та 5 січня 1827 року звільнений у відставку поручником. 27 листопада 1828 року зарахований до департаменту уділів, з перейменуванням у титулярного радника та 6 грудня став камер-юнкером.
Звільнений за власним бажанням у відставку 11 грудня 1834 року; 11 січня 1836 року знову призначений на службу — до міністерства народної просвіти. У 1838 році за значні пожертвування на користь навчальних закладів міністерства народної освіти, отримав чин камергера та обраний дворянством почесним попечителем Немирівської гімназії.

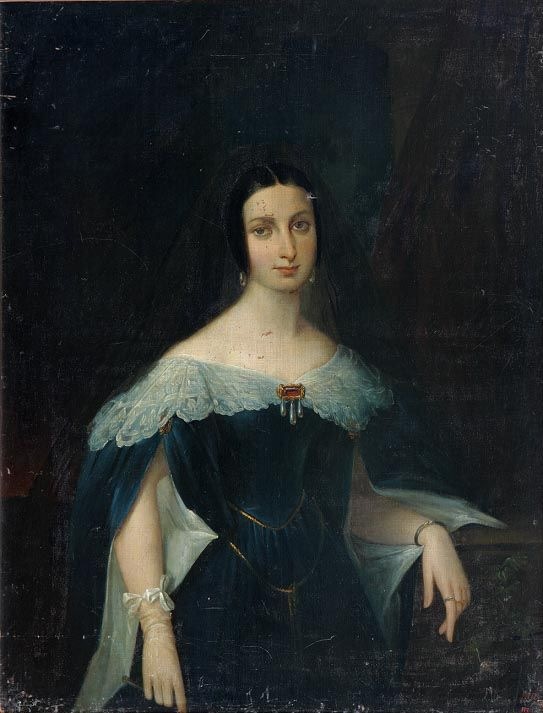
М. А. Потоцька, дружина

У 1839 році йому було оголошено Височайша милість за значне пожертвування на влаштування та утримання в Богополі повітового для дворян училища. У 1842 році отримав чин колезького асесора. У 1847 році Потоцький знову отримав Височайшу милість за спорудження будівлі для закритого закладу при Немирівській гімназії.
До 1850 року Потоцького кожне триріччя обирали почесним попечителем, а в 1851 році за Височайшим затвердженим положенням кабінету міністрів, за значні пожертвування на заснування Немирівської гімназії та інші похвальні дії його на користь виховання юнацтва, затверджений почесним попечителем цієї гімназії на невизначений час.
У 1852 році за зразкову старанність та пожертвування за будівництво православних церков, як в його маєтках так і в заснованому ним Сирітському будинку, удостоєний Височайшого благовоління. У 1854 році став церемоніймейстером. У 1856 році отримав чин дійсного статського радника. У 1861 році отримав чини гофмейстера та таємного радника.
23 листопада 1866 року, Потоцький був звільнений зі служби, але рівно через місяць знову призначений на службу при міністерстві народної освіти. З 1874 обер-шенк.
Помер у Санкт-Петербурзі 22 листопада (4 грудня) 1893 року. Похований у крипті храму Відвідини пресвятою дівою Марією Єлизавети, розташованого на території Виборзького римсько-католицького кладовища в Санкт-Петербурзі. Поховання не збереглося.

## Родина

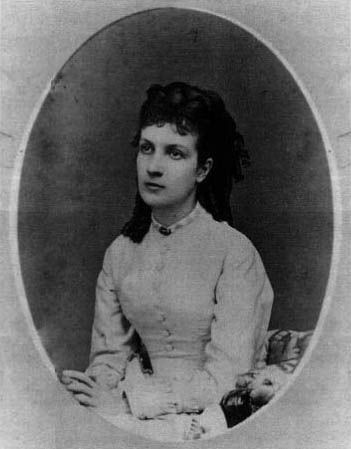
Марія Строганова, дочка

15 січня 1826 року одружений з княжною Марією Олександрівною Салтиковою (1806/07[3]—1845), дочкою дипломата князя О. М. Салтикова, онукою сенатора графа Ю. О. Головкіна. У 1840-ві роки жила роздільно з чоловіком у Франції, де й померла від туберкульозу. Подружжя мало доньку:
- Марія Болеславівна (01.08.1839—18.03.1882), народилась у Римі, з 1856 року дружина графа Григорія Сергійовича Строганова (1829—1910). Донька Марії Болеславівни, Марія Грирорівна Щербатова (1857-1920) успадкувала Немирівський палац, що був власністю її діда Болеслава Потоцького.

Після смерті дружини разом з рідною дочкою Марією граф Потоцький виховував позашлюбну дочку покійної дружини, Софію Ідль (1842—1900)